# Восточная улица (Салават)
Восточная улица — улица в старой части города Салавата.

## История
Застройка улицы началась в 1949 году. Улица застроена частными 1—2 этажными домами.

## Трасса
Восточная улица начинается от улицы Хмельницкого и заканчивается на Стахановской улице
.

## Транспорт
По Восточной улице общественный транспорт не ходит.